# Timyma juliae
Timyma juliae ist eine Art der Landplanarien, die in Chile entdeckt wurde. Die Art ist der einzige Vertreter der Gattung Timyma.

## Merkmale
Timyma juliae ist eine kleine Planarie mit einer Länge von ca. 11 Millimetern. Sie hat einen länglichen Körper mit einem breiten, spatelförmigen Vorderende. Die Rückenfärbung weist graue bis dunkelbraune Pigmente auf, an den Körperrändern verläuft jeweils ein hellerer, rostbrauner Streifen. Die Bauchseite ist weißlich mit einer rostbraunen Mittellinie. Viele Augen sind am Vorderende reihenförmig am Körperrand angeordnet, dahinter entlang der dunkelbraunen Ränder, wobei die Fläche um die Augen heller erscheint. Die Testikel liegen bauchseitig. Die kutane Längsmuskulatur ist schwach. T. juliae besitzt eine breite Kriechsohle. Das Kopulationsorgan weist keine permanente Penispapille auf.

## Verbreitung
Der Holotyp wurde in einem subtropischen Nebelwald im Nationalpark Bosque de Fray Jorge an der Pazifikküste Chiles entdeckt. Möglicherweise wurde die Art hier eingeführt, da andere Arten des Tribus Caenoplanini im australasiatischen Raum des Pazifischen Ozeans gefunden wurden. Es könnte sich jedoch auch um eine Reliktart handeln. Der Nebelwald ist durch ihn umgebende aride Räume von ähnlichen Lebensräumen isoliert.

## Systematik
Die Form des Vorderendes zeigt zwar Ähnlichkeiten mit der Gattung Bipalium, doch aufgrund der bauchseitigen Lage der Testikel wurden sie der einer anderen Unterfamilie zugehörigen Tribus Caenoplanini zugeordnet.